# リラのイオアン
克肖者リラの聖イオアン（ブルガリア語: Свети Иван Рилски, sveti Ivan Rilski、876年頃 - 946年頃）は、正教会の聖人。リラの成徳（せいとく）なるイオアンとも。記憶日は10月19日（ユリウス暦を使用する正教会では11月1日に相当）。「イオアン」は教会スラヴ語からの再建音を転写した日本正教会で用いられる表記であり、ブルガリア語から転写すればイヴァン（Иван）とも表記出来る。
ブルガリアの首都ソフィアから117キロメートルに位置する、キュステンディル州リラ自治体にある、ブルガリアで最大かつ最も著名な修道院であるリラ修道院を創建した事で知られる。このため特にブルガリア正教会で崇敬されるが、他の地域の正教会でも崇敬される。
1999年より、ブルガリアの1レフ紙幣に肖像が使用されている。

## 生涯（聖伝による概略）
以下の内容と文体は歴史的事実としての記述ではなく、あくまで教会の伝える聖伝の概略を示したものである事に注意されたい。
リラの聖イオアンは、スクリノ（ブルガリア語: Скрино）に876年頃に生まれた。幼少の頃からハリストス（キリストのギリシャ語・スラヴ語読み）を愛していたという。
成長すると、自分の財産を貧しい人々に全て分け与えて修道士となり、その後、高山に上り修道生活を始めた。しかし蛮族の侵略が起きるようになるとその土地を離れ、リラの荒野に赴き、ここで日夜熱心な祈りを神に捧げた。それから約60年の間、無人の荒野に暮らしていたイオアンは野生の果実を主な食べ物としていたが、神は野生の果実をイオアンのために豊かに実らせたとされる。
このような生活を送っていたイオアンを、偶然に牧人が発見した。それからイオアンのもとに多くの敬虔な人々が移り住み、聖堂や修道院を建設した。これらの人々をイオアンは慈悲深く監督し、また多くの奇蹟を行ったという。ブルガリア皇帝ペトル（ペタル1世）も非常にイオアンを尊敬していたと伝えられている。
年老いたイオアンは、946年頃に永眠した。数年後、不朽体がソフィアに移され、イオアンの名を持つ聖堂が建てられた。その後、イオアン・アサンは、奇蹟が顕れたイオアンの不朽体をテルノウに移して安置した。